# Лондонская (гостиница)
Гостиница «Лондонская» — четырёхзвёздочная гостиница в Одессе (Украина), расположенная по адресу Приморский бульвар, 11.

## История

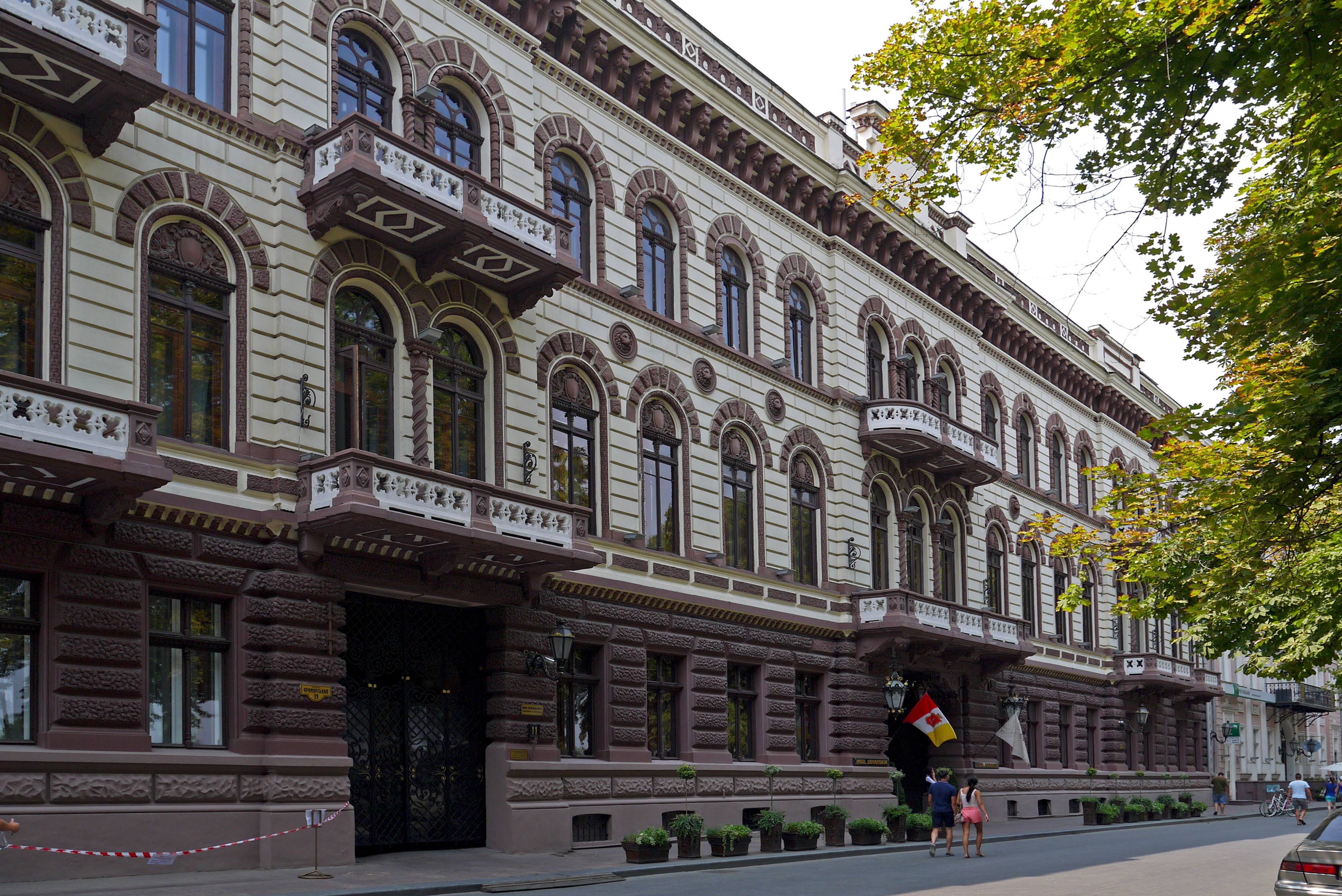
Фасад гостиницы «Лондонская»

В 1826—1828 гг. по проекту архитектора Ф. К. Боффо на Бульварной улице № 11 в стиле раннего итальянского ренессанса был возведён особняк, в котором с апреля 1846 года открылась гостиница «Лондонская». Основателем и первым владельцем отеля стал Жан-Батист Карута, знаменитый французский кондитер и гастроном. Ввиду того, что все французские «патриотические» названия к тому моменту уже были «разобраны» другими отелями, Карута обратил свой взор к Туманному Альбиону и назвал свою гостиницу «Лондонская».
После капитальной перестройки «Лондонской» в 1899—1900 гг. по проекту архитектора Ю. М. Дмитренко гостиница приобрела свой облик, знакомый одесситам и гостям города в XX и XXI веках. В 1988 году была завершена очередная реставрация.

## Известные постояльцы
- В гостинице дважды останавливался Жорж Сименон — в 1933 и 1965 годах
- Зимой 1918—1919 гг. в 17-м номере гостиницы проживал русский политик В. В. Шульгин[1]. Шульгин занимал два смежных номера: в одном из которых был его «салон», во втором размещалась тайная контрразведывательная организация «Азбука», созданная Шульгиным[2].
- «Лондонская» принимала жюри I Международного кинофестиваля «Золотой Дюк» в составе Марчелло Мастроянни, Никиты Михалкова, Олега Янковского, Марка Захарова и Станислава Говорухина.